# Сано Хіроко
Сано Хіроко (яп. 佐野 弘子; нар. 5 лютого 1983) — колишня японська футболістка. Грала за збірну Японії. 

## Клубна кар'єра
Сано народилася 5 лютого 1983 року. Грала за ФК «Тасакі Перуле». 

## Кар'єра в збірній
19 березня 2003 року 20-річна Хіроко вперше зіграла у складі збірною Японії проти Таїланду .

## Статистика національної команди
| Збірна Японії | Збірна Японії | Збірна Японії |
| Рік           | Матчі         | Голи          |
| ------------- | ------------- | ------------- |
| 2003          | 1             | 0             |
| Усього        | 1             | 0             |